# Griston
Griston är en ort och civil parish i Storbritannien.   Den ligger i grevskapet Norfolk och riksdelen England, i den sydöstra delen av landet, 130 km nordost om huvudstaden London. Griston ligger 55 meter över havet och antalet invånare är 1 206.
Terrängen runt Griston är platt, och sluttar söderut. Runt Griston är det ganska tätbefolkat, med 100 invånare per kvadratkilometer. Närmaste större samhälle är Attleborough, 11,1 km öster om Griston. Trakten runt Griston består till största delen av jordbruksmark.